# Grünausee
Il Grünausee è un lago situato in Austria nella regione del Tirolo.

## Descrizione
Situato a 2 335 metri di altitudine, la sua estensione (circa 50 000 metri quadrati) lo rende, tra i nove laghi montani della Valle dello Stubai, quello più esteso. Il letto del lago è stato originato dalle morene del ghiacciaio della Cima Libera, una vicina montagna, che si sono depositate qui tra il 1850 e il 1920. Inoltre il Grünausee era alimentato anche da un altro ghiacciaio, il Kleiner Grünau, che lo rendeva torbido per la presenza di materia in sospensione. Dopo il completo scioglimento del ghiacciaio, le acque del lago sono invece limpide. Dal Grünausee fuoriesce un corso d'acqua, il Freigerbach, a sua volta affluente del Sulzaubach, che poi versa le sue acque nel Ruetz.